# Copa de Campeones de la Concacaf 1987
La Copa de Campeones de 1987 fue la vigésimo tercera edición de la Copa de Campeones de la Concacaf, torneo de fútbol a nivel de clubes más importante de Norteamérica, Centroamérica y el Caribe organizado por la Concacaf. El torneo comenzó el 31 de marzo y culminó el 28 de octubre de 1987.
El América de México derrotó en la final al Defence Force de Trinidad y Tobago para ganar el título por segunda ocasión.

## Zona Norteamericana

### América - San Pedro Yugoslavs
| Equipo Local Ida | Resultado | Equipo Visitante Ida | Ida   | Vuelta |
| ---------------- | --------- | -------------------- | ----- | ------ |
| América          | 4 - 0     | San Pedro Yugoslavs  | 2 - 0 | 2 - 0  |

- El San Pedro Yugoslavs abandonó el torneo, América avanza a la siguiente ronda.

### Monterrey - Saint Louis Kutis
| 14 de abril de 1987 | Saint Louis Kutis | 0:1 (0:0) | Monterrey |  |  |
|                     |                   |           | Cruz 75'  |  |  |

| 21 de abril de 1987 | Monterrey                  | 3:1 (2:0) (Global 4:1) | Saint Louis Kutis | Estadio Tecnológico, Monterrey |  |
|                     | Muñoz 5', 83' · Flores 26' |                        | Hertok 85'        |                                |  |

## Zona Centroamericana

### Primera ronda
| 10 de mayo de 1987 | Hankook Verdes | 0:2 (0:0) | Real España             | MCC Grounds, Ciudad de Belice |  |
|                    |                |           | Cálix 67' · Bonilla 68' |                               |  |

| 13 de mayo de 1987 | Real España                                            | 6:1 (0:0) (Global 8:1) | Hankook Verdes | Estadio Francisco Morazán, San Pedro Sula |  |
|                    | Campbell ?', ?' · Soto · Costly · Desconocido/s ?', ?' |                        | García         |                                           |  |

| 13 de mayo de 1987 | Olimpia                                                            | 8:1 | Coke Milpross | Estadio Nacional, Tegucigalpa |  |
|                    | Dolmo Flores ?', ?', ?' · Flores ?', ?' · Zapata · Viera · Norales |     | Francis       |                               |  |

| 17 de mayo de 1987 | Coke Milpross | 1:1 (0:1) (Global 2:9) | Olimpia    | MCC Grounds, Ciudad de Belice |  |
|                    | Thomas 69'    |                        | Zapata 15' |                               |  |

### Segunda ronda

#### Grupo A
Jugado en Tegucigalpa, Honduras
| Equipo    | PJ | PG | PE | PP | GF | GC | Dif. | Pts. |
| --------- | -- | -- | -- | -- | -- | -- | ---- | ---- |
| Olimpia   | 3  | 2  | 1  | 0  | 3  | 1  | +2   | 5    |
| Herediano | 3  | 1  | 2  | 0  | 3  | 1  | +2   | 4    |
| Águila    | 3  | 1  | 1  | 1  | 6  | 4  | +2   | 3    |
| Galcasa   | 3  | 0  | 0  | 3  | 1  | 7  | -6   | 0    |

| \| Fecha \| Lugar \| Local \| Resultado \| Visitante \| \| ----------- \| ----------- \| --------- \| --------- \| --------- \| \| 7 de junio \| Tegucigalpa \| Herediano \| 1:1 \| Águila \| \| 7 de junio \| Tegucigalpa \| Olimpia \| 1:0 \| Galcasa \| \| 11 de junio \| Tegucigalpa \| Águila \| 4:1 \| Galcasa \| \| 11 de junio \| Tegucigalpa \| Olimpia \| 0:0 \| Herediano \| \| 14 de junio \| Tegucigalpa \| Galcasa \| 0:2 \| Herediano \| \| 14 de junio \| Tegucigalpa \| Águila \| 1:2 \| Olimpia \| |             |           |           |           |
| Fecha | Lugar       | Local     | Resultado | Visitante |
| 7 de junio | Tegucigalpa | Herediano | 1:1       | Águila    |
| 7 de junio | Tegucigalpa | Olimpia   | 1:0       | Galcasa   |
| 11 de junio | Tegucigalpa | Águila    | 4:1       | Galcasa   |
| 11 de junio | Tegucigalpa | Olimpia   | 0:0       | Herediano |
| 14 de junio | Tegucigalpa | Galcasa   | 0:2       | Herediano |
| 14 de junio | Tegucigalpa | Águila    | 1:2       | Olimpia   |

#### Grupo B
Jugado en San Salvador, El Salvador
| Equipo      | PJ | PG | PE | PP | GF | GC | Dif. | Pts. |
| ----------- | -- | -- | -- | -- | -- | -- | ---- | ---- |
| Saprissa    | 3  | 1  | 2  | 0  | 6  | 4  | +2   | 4    |
| Real España | 3  | 2  | 0  | 1  | 4  | 4  | 0    | 4    |
| Aurora      | 3  | 1  | 1  | 1  | 2  | 2  | 0    | 3    |
| Alianza     | 3  | 0  | 1  | 2  | 6  | 3  | +3   | 1    |

| \| Fecha \| Lugar \| Local \| Resultado \| Visitante \| \| ----------- \| ------------ \| ----------- \| --------- \| ----------- \| \| 7 de junio \| San Salvador \| Aurora \| 0:1 \| Real España \| \| 7 de junio \| San Salvador \| Alianza \| 3:3 \| Saprissa \| \| 11 de junio \| San Salvador \| Saprissa \| 0:0 \| Aurora \| \| 11 de junio \| San Salvador \| Real España \| 2:1 \| Alianza \| \| 14 de junio \| San Salvador \| Real España \| 1:3 \| Saprissa \| \| 14 de junio \| San Salvador \| Alianza \| 1:2 \| Aurora \| |              |             |           |             |
| Fecha | Lugar        | Local       | Resultado | Visitante   |
| 7 de junio | San Salvador | Aurora      | 0:1       | Real España |
| 7 de junio | San Salvador | Alianza     | 3:3       | Saprissa    |
| 11 de junio | San Salvador | Saprissa    | 0:0       | Aurora      |
| 11 de junio | San Salvador | Real España | 2:1       | Alianza     |
| 14 de junio | San Salvador | Real España | 1:3       | Saprissa    |
| 14 de junio | San Salvador | Alianza     | 1:2       | Aurora      |

### Tercera ronda
Jugado en San José, Costa Rica.
| Equipo      | PJ | PG | PE | PP | GF | GC | Dif. | Pts. |
| ----------- | -- | -- | -- | -- | -- | -- | ---- | ---- |
| Olimpia     | 3  | 2  | 0  | 1  | 6  | 3  | +3   | 4    |
| Saprissa    | 3  | 2  | 0  | 1  | 7  | 6  | +1   | 4    |
| Herediano   | 3  | 2  | 0  | 1  | 6  | 7  | -1   | 4    |
| Real España | 3  | 0  | 0  | 3  | 3  | 6  | -3   | 0    |

| \| Fecha \| Lugar \| Local \| Resultado \| Visitante \| \| ----------- \| -------- \| --------- \| --------- \| ----------- \| \| 28 de junio \| San José \| Herediano \| 3:2 \| Real España \| \| 28 de junio \| San José \| Olimpia \| 4:1 \| Saprissa \| \| 1 de julio \| San José \| Olimpia \| 1:0 \| Real España \| \| 1 de julio \| San José \| Saprissa \| 4:1 \| Herediano \| \| 5 de julio \| San José \| Saprissa \| 2:1 \| Real España \| \| 5 de julio \| San José \| Herediano \| 2:1 \| Olimpia \| |          |           |           |             |
| Fecha | Lugar    | Local     | Resultado | Visitante   |
| 28 de junio | San José | Herediano | 3:2       | Real España |
| 28 de junio | San José | Olimpia   | 4:1       | Saprissa    |
| 1 de julio | San José | Olimpia   | 1:0       | Real España |
| 1 de julio | San José | Saprissa  | 4:1       | Herediano   |
| 5 de julio | San José | Saprissa  | 2:1       | Real España |
| 5 de julio | San José | Herediano | 2:1       | Olimpia     |

## Zona Norte/Centroamericana

### Primera ronda

#### América - Saprissa
| 23 de agosto de 1987 | Saprissa                | 2:2 (1:1) | América                        | Estadio Ricardo Saprissa, San José |                                  |
|                      | Hidalgo 5' · Araujo 80' |           | Hermosillo 17' · Hernández 35' | Árbitro(s): Mario Efraín Escobar   | Árbitro(s): Mario Efraín Escobar |

| 30 de agosto de 1987 | América                    | 2:1 (1:0) | Saprissa    | Estadio Azteca, Distrito Federal                              |                                                               |
|                      | Hermosillo 28' · Zague 78' |           | Hidalgo 20' | Asistencia: 10,000 espectadores Árbitro(s): José Carlos Ortíz | Asistencia: 10,000 espectadores Árbitro(s): José Carlos Ortíz |

#### Olimpia - Monterrey
| 25 de agosto de 1987 | Olimpia | 0:1 (0:0) | Monterrey  | Estadio Nacional, Tegucigalpa   |                                 |
|                      |         |           | Flores 73' | Asistencia: 33,000 espectadores | Asistencia: 33,000 espectadores |

| 2 de septiembre de 1987 | Monterrey                    | 2:2 (1:0) (Global 3:2) | Olimpia                   | Estadio Tecnológico, Monterrey                          |                                                         |
|                         | Cruz 13' · Ortega 85' (pen.) |                        | Zapata 51' · Espinoza 90' | Asistencia: 6,000 espectadores Árbitro(s): Robert Evans | Asistencia: 6,000 espectadores Árbitro(s): Robert Evans |

### Segunda ronda
| 23 de septiembre de 1987 | América                             | 3:3 (2:2) | Monterrey                        | Estadio Azteca, Distrito Federal |  |
|                          | Hermosillo 17', 42' · Hernández 68' |           | Bahía 4' · Cruz 44' · Romero 46' |                                  |  |

| 30 de septiembre de 1987 | Monterrey | 0:2 (0:0) | América                    | Estadio Tecnológico, Monterrey                            |                                                           |
|                          |           |           | Hermosillo 82' (pen.), 89' | Asistencia: 36,000 espectadores Árbitro(s): Antonio Garza | Asistencia: 36,000 espectadores Árbitro(s): Antonio Garza |

## Zona del Caribe

### Primera ronda
| Equipo Local Ida          | Resultado      | Equipo Visitante Ida | Ida   | Vuelta |
| ------------------------- | -------------- | -------------------- | ----- | ------ |
| Golden Star               | 4 - 0          | Uptown Rebels        | 3 - 0 | 1 - 0  |
| MG Renegades              | 3 - 4          | Franciscain          | 2 - 0 | 1 - 4  |
| L'Etoile de Morne-à-l'Eau | (4-3 p.) 3 - 3 | Harbour View         | 3 - 1 | 0 - 2  |
| VSADC                     | 5 - 3          | Juventus SA          | 5 - 1 | 0 - 2  |
| Rick's Superstars         | 1 - 5          | Trintoc              | 1 - 2 | 0 - 3  |

### Segunda ronda
| Equipo Local Ida | Resultado | Equipo Visitante Ida      | Ida   | Vuelta |
| ---------------- | --------- | ------------------------- | ----- | ------ |
| Golden Star      | 0 - 1     | Trintoc                   | 0 - 1 | 0 - 0  |
| Defence Force    | 4 - 2     | Franciscain               | 4 - 2 | -      |
| VSADC            | 2 - 4     | L'Etoile de Morne-à-l'Eau | 1 - 1 | 1 - 3  |

- L'Etoile de Morne-à-l'Eau abandonó el torneo al terminar la serie.

### Tercera ronda
| Equipo Local Ida | Resultado | Equipo Visitante Ida | Ida   | Vuelta |
| ---------------- | --------- | -------------------- | ----- | ------ |
| Defence Force    | 3 - 2     | Trintoc              | 2 - 1 | 1 - 1  |

## Final

### Ida
| 21 de octubre de 1987 | Defence Force | 1:1 (1:1) | América  | Estadio Nacional, Puerto España |  |
|                       | Sutton 7'     |           | Luna 43' |                                 |  |

### Vuelta
| 28 de octubre de 1987, 20:00 | América               | 2:0 (0:0) (Global 3:1) | Defence Force | Estadio Azteca, Ciudad de México                                  |                                                                   |
|                              | Luna 63' · Santos 90' | Reporte                |               | Asistencia: 60 000 espectadores Árbitro(s): Luis Hernández Gudiel | Asistencia: 60 000 espectadores Árbitro(s): Luis Hernández Gudiel |

| México                     |
| América Campeón 2.º título |